# Rumford (cràter)
Rumford és un cràter d'impacte situat a la cara oculta de la Lluna. Es troba al nord-oest del gran cràter Oppenheimer i a l'est-sud-est d'Orlov.

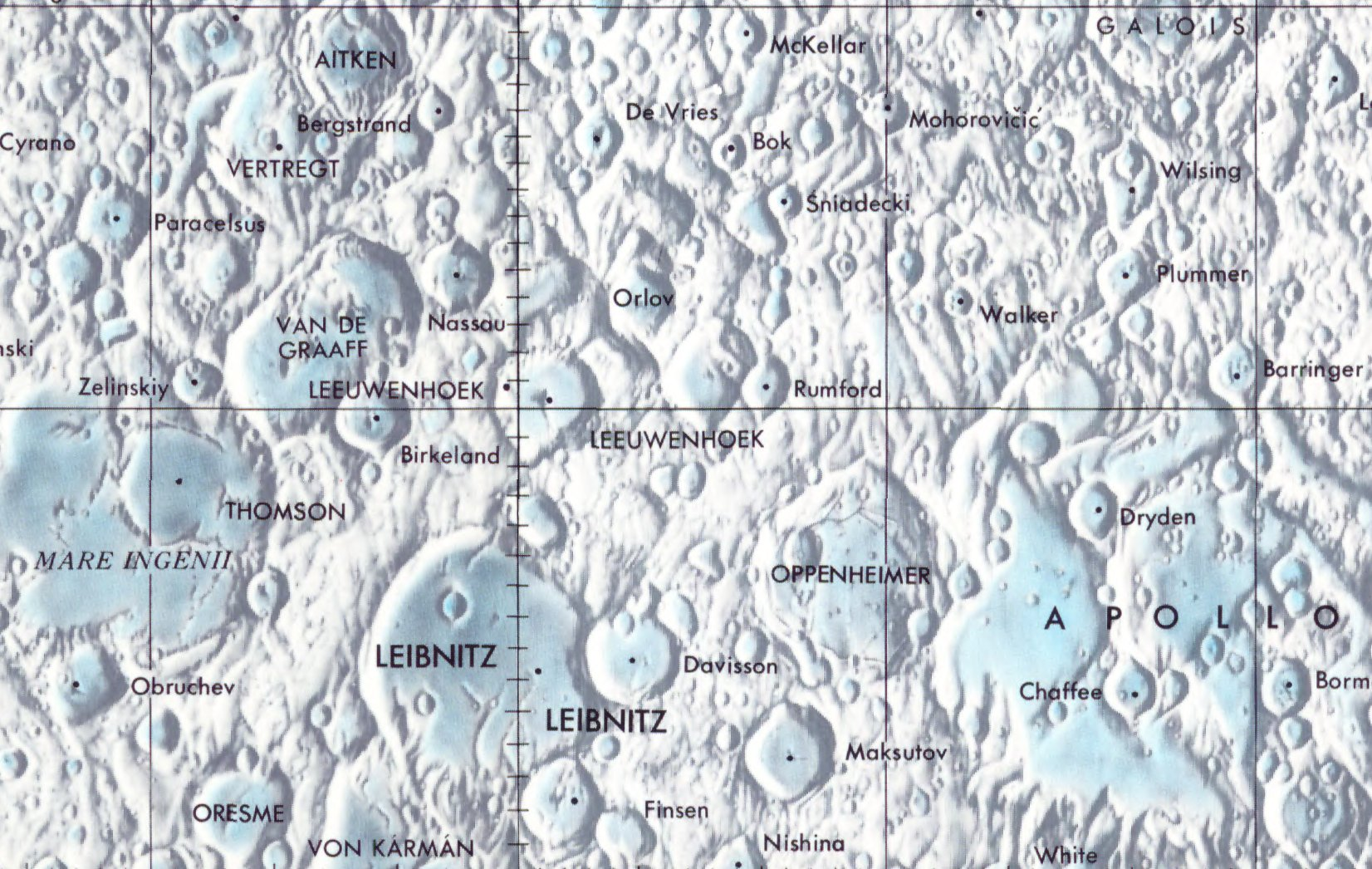
Localització de Rumford (centre de la imatge)
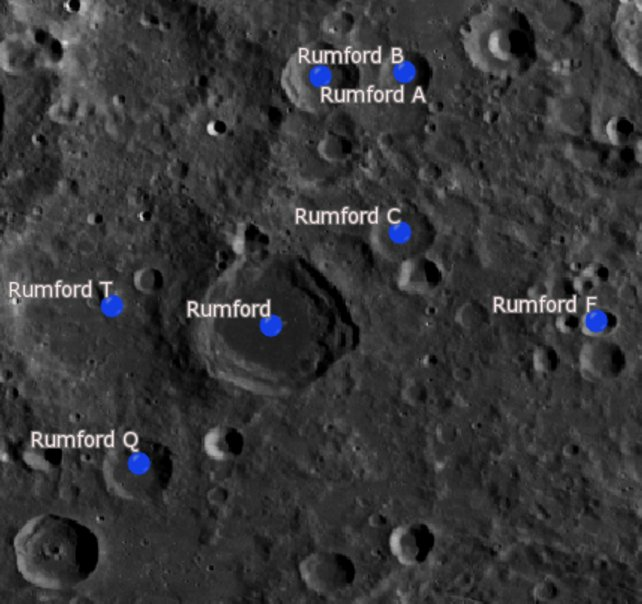
Cràters satèl·lit
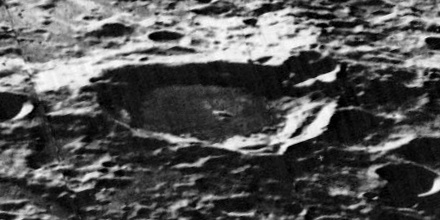
Fotografia de la missió Lunar Orbiter 5

El cràter principal se superposa a la vora est del cràter satèl·lit Rumford T, més gran. El perímetre és en línies generals arrodonit, però presenta una sèrie de zones aplanades que li donen un aspecte poligonal, amb un sortint cap a l'exterior a la vora est. Les parets interiors s'han enfonsat al costat oriental, formant seccions amb terrasses. El sòl interior té una albedo més baixa que la del terreny circumdant, i presenta una petita cresta central a prop del punt mitjà.

## Cràters satèl·lit
Per convenció aquests elements són identificats en els mapes lunars posant la lletra en el costat del punt central del cràter que està més proper a Rumford.
| Rumford | Coordenades                            | Diàmetre |
| ------- | -------------------------------------- | -------- |
| A       | 25° 12′ S, 169° 12′ O / 25.2°S,169.2°O | 30 km    |
| B       | 25° 12′ S, 168° 06′ O / 25.2°S,168.1°O | 25 km    |
| C       | 27° 24′ S, 168° 06′ O / 27.4°S,168.1°O | 26 km    |
| F       | 28° 54′ S, 165° 18′ O / 28.9°S,165.3°O | 13 km    |
| Q       | 30° 42′ S, 171° 36′ O / 30.7°S,171.6°O | 29 km    |
| T       | 28° 36′ S, 172° 06′ O / 28.6°S,172.1°O | 108 km   |